# Stazione di Stanghella
La stazione di Stanghella è una stazione ferroviaria posta lungo la linea ferroviaria Padova-Bologna, a servizio del comune di Stanghella.